# Eigenmietwert
Der Eigenmietwert (eigentlich die «Mietwertbesteuerung der selbst genutzten Liegenschaften») ist ein Begriff aus dem Schweizer Steuerrecht. Hier werden Miet- oder Pachtausgaben geschätzt, die anfallen würden, würde die Immobilie gemietet oder gepachtet. Diese vermiedenen Ausgaben erhöhen die Leistungsfähigkeit des Eigentümers und unterliegen der Einkommenssteuer.

## Ursprung und rechtliche Grundlagen
Auf kantonaler Ebene führte der Kanton Basel-Stadt 1880 zum ersten Mal die Besteuerung des Mietwerts selbst genutzter Liegenschaften ein; bis 1934 folgten fünf weitere Kantone. Auf nationaler Ebene wurde die Steuer als Folge der damaligen Weltwirtschaftskrise im Jahre 1934 durch den Bundesrat auf dem Wege von Notrecht als direkte Bundessteuer («Eidgenössische Krisenabgabe») eingeführt; sie war damals weitgehend unbestritten. Auf der Grundlage der vom Parlament während des Zweiten Weltkriegs dem Bundesrat erteilten Vollmachten wurde die Steuer 1940 in die insbesondere zur Finanzierung der Landesverteidigung erhobene Wehrsteuer überführt. Im internationalen Vergleich war diese Steuer keine schweizerische Besonderheit. Zum Beispiel Grossbritannien kannte sie bereits zwischen 1799 und 1816 und dann wieder ab 1842; deutsche Bundesstaaten führten sie seit 1878 ein und das Steuergesetz der Weimarer Republik übernahm eine entsprechende Regelung 1920 auf nationaler Ebene.
Die gesetzlichen Grundlagen dieser Steuer bilden Art. 7 Abs. 1 des Bundesgesetzes über die Harmonisierung der direkten Steuern der Kantone und Gemeinden (StHG) sowie Art. 21 Abs. 1 Bst. b des Bundesgesetzes über die direkte Bundessteuer (DBG).
Während das StHG die Eigennutzung von Grundstücken als steuerbar erklärt, wird im DBG und in sämtlichen kantonalen Steuergesetzen der Mietwert einer selbst genutzten Liegenschaft als steuerbares Naturaleinkommen erfasst.
Die Höhe des Eigenmietwertes variiert von Kanton zu Kanton erheblich. Mit der Besteuerung des so errechneten zusätzlichen Einkommens sollte ein Ausgleich zwischen Mietern und selbstnutzenden Wohneigentümern geschaffen werden. Das Schweizer Steuerrecht erlaubt es den Eigentümern im Ausgleich, die Hypothekarschuldzinsen sowie Kosten für den Gebäudeunterhalt (z. B. Renovationen und Umbauten) beim Ermitteln des zu versteuernden Einkommens in Abzug zu bringen.
Die Festlegung erfolgt grösstenteils durch amtliche Verkehrswertschätzungen, die jedoch nicht die effektive Marktmiete widerspiegeln.
Die Besteuerung des Eigenmietwerts bzw. die damit zusammenhängende Abzugsfähigkeit der Hypothekarzinsen von den Steuern wird regelmässig als Grund für die im internationalen Vergleich hohe Verschuldung der Schweizer Haushalte (Schuldenquote 2017 = 130 % des BIP) angeführt.
Das Verfahren ist in Teilen der Bevölkerung umstritten; es gibt seit Jahren Initiativen zu ihrer Abschaffung oder zumindest Senkung. Der bei den meisten Abstimmungen massgeblich beteiligte Hauseigentümerverband (HEV) forderte dabei regelmässig eine Abschaffung des Eigenmietwerts unter Beibehaltung der Abzüge für Zinsen und Unterhalt.

## Eidgenössische Volksabstimmungen über die Abschaffung oder Reduktion des Eigenmietwerts
- Abstimmung vom 7. Februar 1999 über die Volksinitiative «Wohneigentum für alle»  (41,3 % Ja, 58,7 % Nein)
- Abstimmung vom 16. Mai 2004 über das «Steuerpaket 2001»  (65,9 % Nein)
- Abstimmung vom 23. September 2012 über die eidgenössische Volksinitiative «sicheres Wohnen im Alter» (52,6 % Nein)

## Aktuelle Entwicklung
Die Kommission für Wirtschaft und Abgaben des Ständerates hat am 2. Februar 2017 eine parlamentarische Initiative für einen Systemwechsel bei der Wohneigentumsbesteuerung lanciert und am 27. Mai 2021 einen Bericht mit einem Gesetzesentwurf vorgelegt. Nach langdauernden und kontroversen Beratungen – nach je drei Beratungen in beiden Räten war eine Einigungskonferenz notwendig –, haben National- und Ständerat am 20. Dezember 2024 das «Bundesgesetz über den Systemwechsel bei der Wohneigentumsbesteuerung» angenommen. Das Gesetz schafft den Eigenmietwert vollständig ab, auch für Zweitwohnungen. Im Gegenzug können die Unterhaltskosten und die Schuldzinsen für selbstbewohnte Wohnungen nicht mehr abgezogen werden. Das Gesetz kann aber erst dann in Kraft treten, wenn Volk und Stände einer vom Parlament am gleichen Tag beschlossenen Verfassungsänderung zugestimmt haben werden, welche die Kantone ermächtigt, eine Steuer für Zweitwohnungen zu erheben. Die Volksabstimmung wird am 28. September 2025 stattfinden.